# Meryem Bekmez
Meryem Bekmez (Turquía, 31 de julio de 2000) es una atleta turca especializada en marcha atlética, en la que consiguió ser subcampeona mundial sub-18 en 2017 y campeona europea sub-20 en 2019.

## Carrera deportiva
En el Campeonato Mundial de Atletismo Sub-18 de 2017 ganó la medalla de plata en 5000 m marcha, llegando a meta en un tiempo de 22:32.79 segundos, tras la ecuatoriana Glenda Morejón y por delante de Elvira Khasanova que participaba como atleta independiente.
Ese mismo año fue bronce en los 10000 m marcha del Campeonato Europeo Sub-20. Dos años después consiguió el oro en la misma competición.